# 담양 중옥리 중옥 고분
담양 중옥리 중옥 고분(潭陽 中玉里 中玉 古墳)은 대한민국 전라남도 담양군 대전면에 있는 백제의 고분이다. 2001년 9월 27일 전라남도의 문화재자료 제224호로 지정되었다.

## 개요
중옥은 담양군의 남서부에 위치하는데 삼인산(해발 570m)에서 남쪽으로 흘러내린 산줄기가 낮아지면서 형성된 구릉의 동남쪽 말단부에 있다. 마을 앞으로는 영산강유역의 넓은 충적평지가 형성되어 있는데 고분은 마을 뒤쪽에 형성된 낮은 구릉에 있다. 북쪽에서 남쪽으로 내려오는 구릉은 마을 뒤쪽에서 조그만 가지구릉을 형성하는데 고분은 구릉의 본능선에서 가지능선으로 이어지는 지점에 위치하고 있다. 주민들은 고분을 몰무덤이라고 부르고 있는데 과수원 내부에 있어 분구에도 감나무가 심어져 있다.
고분은 주변이 과수원으로 개간되면서 약간 변형되기는 했지만 비교적 잘 남아있다. 고분의 평면형태는 제형을 띠는 장방형이며 장축방향은 가지구릉과 일치하는 동-서이다. 분정에는 평탄부가 형성되어 있는데 동사면은 급경사를 이루고 있지만, 서사면은 완경사를 이루고 있어 평면형태와 단면형태로 볼 때 제형 고분의 특징을 보이고 있다. 분구의 규모는 길이 18m, 너비 9(서)∼10(동)m, 높이 2m 정도이다.

## 참고 자료
- 담양중옥리중옥고분 - 국가유산청 국가유산포털